# Schollenmoos

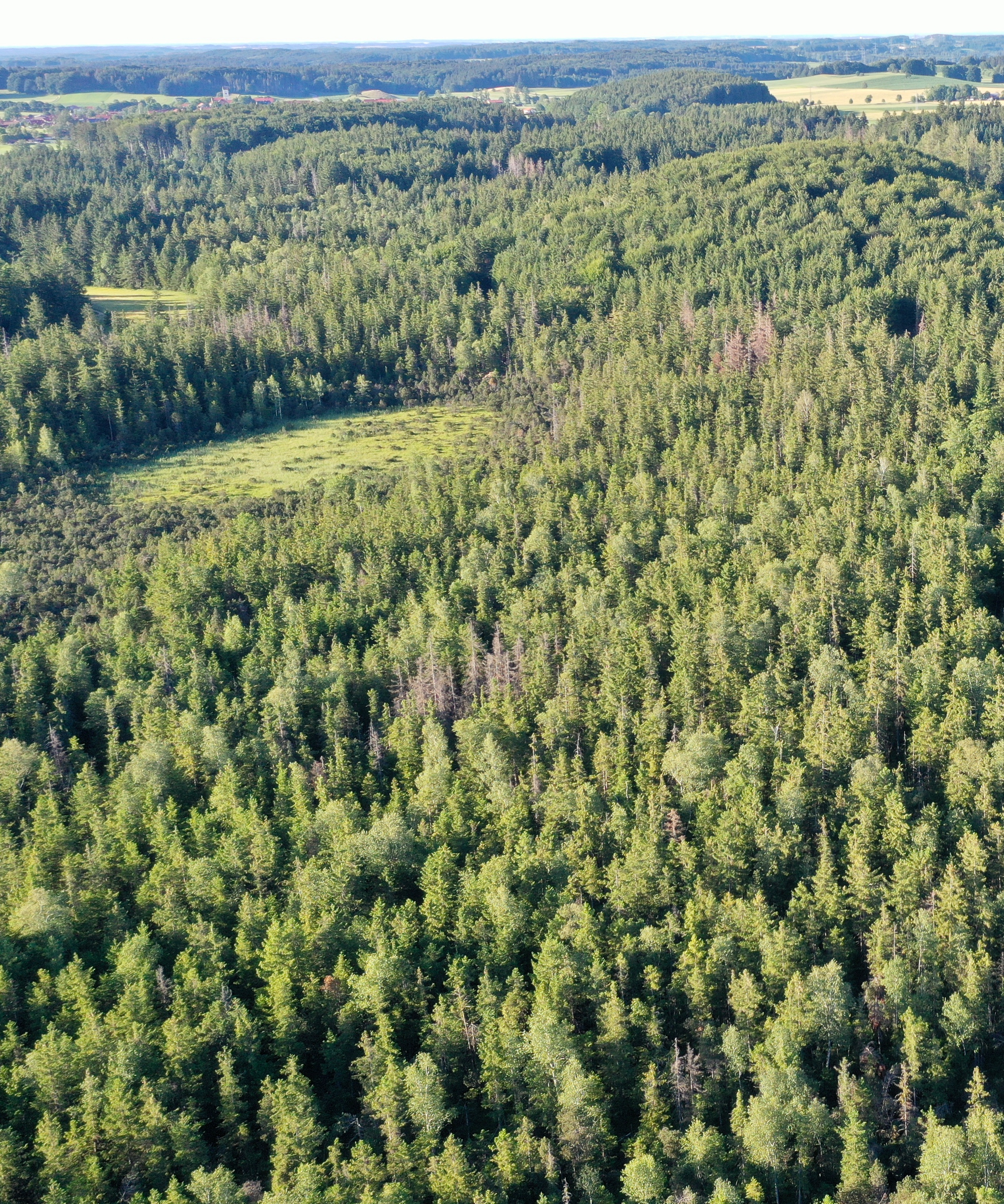
Das Naturschutzgebiet Schollenmoos mit dem zentralen Moorkern

Das Naturschutzgebiet Schollenmoos liegt im Landkreis Weilheim-Schongau in Oberbayern auf dem Gebiet der Gemeinde Pähl.
Das 18,78 ha große Gebiet mit der Nr. NSG-00054.01, das im Jahr 1950 unter Naturschutz gestellt wurde, erstreckt sich nordöstlich von Kerschlach, einem Ortsteil von Pähl. Südöstlich des Gebietes verläuft die B 2 und südwestlich erstreckt sich das 8,3 ha große Naturschutzgebiet Flachtenbergmoor.
Das Hochmoor hat einen Moorkern, dessen Wasserhaushalt noch intakt ist. Ein solches lebendiges Hochmoor bildet noch weiter Torf aus. Charakteristisch für das Moor ist das seltene Auftreten von wassergefüllten Vertiefungen – sogenannten Schlenken – und das Vorkommen von Scheiden-Wollgras.